# Koop Tiemen van der Veen
Koop Tiemen van der Veen (Oldemarkt, 25 maart 1896 – Heerenveen, 28 december 1955) was een Nederlands politicus. 
Hij werd geboren als zoon van Kornelis van der Veen (1863-1944, veehouder) en Aaltje Groen (1865-1898). Hij was volontair bij de gemeentesecretaris van Blokzijl en ging in 1913 als tweede ambtenaar ter secretarie werken bij de gemeente Havelte. Na bij meerdere gemeenten werkzaam te zijn geweest, trad hij in 1932 als commies-chef in dienst bij de gemeente Kampen. Twee jaar later volgde hij daar A.M. Snijders op als locogemeentesecretaris. Tijdens de bezettingstijd was er brand bij het bevolkingsregister van die gemeente. Omdat het vermoeden bestond dat Van der Veen daarbij betrokken was, werd hij ontslagen en zat hij vijf maanden opgesloten in Kamp Vught. Na de bevrijding kon hij terugkeren in zijn oude functie. In 1946 volgde zijn benoeming tot burgemeester van Oldemarkt. Op eigen verzoek werd hem in 1954 ontslag verleend waarna Van der Veen verhuisde naar Wolvega. Eind 1955 overleed hij op 59-jarige leeftijd. 